# Tetiana Łużanśka
Tetiana Łużanśka (ur. 4 września 1984 w Kijowie) – amerykańska tenisistka, która do grudnia 2011 roku reprezentowała Ukrainę.
W wieku dziewięciu lat przeprowadziła się do Izraela, gdzie mieszkała przez kolejne osiem lat. Następnie przeniosła się wraz z matką (tancerką) do Stanów Zjednoczonych. Jej ojciec to były kolarz. Miała siedem lat, gdy matka po raz pierwszy zabrała ją na trening tenisa do pobliskiego klubu.
W kobiecym cyklu rozgrywkowym ITF wygrała dwadzieścia turniejów deblowych, z czego sześć w 2006 roku. Była klasyfikowana w pierwszej setce rankingu (na 99. miejscu) deblistek w dniu 12 lutego 2007. Pierwszy z tytułów ITF zdobyła w 2001 roku. Jej najlepszym osiągnięciem w zawodowych rozgrywkach kobiecych WTA jest finał turnieju czwartej kategorii w Sztokholmie, osiągnięty na początku sierpnia 2007 roku. Ponadto dwukrotnie była w półfinałach takich imprez, w Cincinnati i Memphis (obydwa w 2006 roku).
W 2007 roku w grze pojedynczej WTA próbowała swoich sił w Memphis, gdzie odpadła w pierwszej rundzie (z Chorwatką Mariją Abramović). W roku 2006 odpadła w Memphis na tym samym etapie, w Cincinnati przeszła do drugiej rundy kwalifikacji, w pierwszej rundzie zakończyła też kwalifikacje w Stanford (przegrała z Akiko Morigami).

## Finały turniejów WTA
| Legenda                | Legenda |
| ---------------------- | ------- |
| Wielki Szlem           |         |
| Igrzyska olimpijskie   |         |
| WTA Tour Championships |         |
| 1988 – 2008            |         |
| Kategoria I            |         |
| Kategoria II           |         |
| Kategoria III          |         |
| Kategoria IV           |         |
| Kategoria V            |         |

### Gra podwójna
| Końcowy wynik | Nr | Data            | Turniej   | Nawierzchnia | Partnerka     | Przeciwniczki                                  | Wynik finału   |
| ------------- | -- | --------------- | --------- | ------------ | ------------- | ---------------------------------------------- | -------------- |
| Finalistka    | 1. | 5 sierpnia 2007 | Sztokholm | Twarda       | Chan Chin-wei | Anabel Medina Garrigues Virginia Ruano Pascual | 1:6, 7:5, 6–10 |

## Wygrane turnieje rangi ITF
| turnieje z pulą nagród 100 000 $ |
| turnieje z pulą nagród 75 000 $  |
| turnieje z pulą nagród 50 000 $  |
| turnieje z pulą nagród 25 000 $  |
| turnieje z pulą nagród 15 000 $  |
| turnieje z pulą nagród 10 000 $  |

### Gra pojedyncza
|    | Data       | Turniej   | Kat. | ($)    | Naw.   | Finalistka        | Wynik    |
| 1. | 07/10/2007 | Monterrey | ITF  | 25 000 | twarda | María Irigoyen    | 6:3, 6:2 |
| 2. | 14/10/2007 | Saltillo  | ITF  | 25 000 | twarda | María José Argeri | 6:3, 7:5 |